# Scuola professionale Arnaldo Mussolini
Il palazzo della Scuola professionale «Arnaldo Mussolini» è un edificio storico di Milano sito in piazzale Cantore n. 10, nelle vicinanze del corso Genova. Fu eretto nel 1932 su commissione della Fondazione Emilio de Magistris per ospitare la scuola professionale intitolata ad Arnaldo Mussolini (1885-1931) e la sede rionale del «Gruppo Rionale Generale Cantore» del Partito Nazionale Fascista. Oggi ospita la sede della EMIT, Ente Morale «Giacomo Feltrinelli» per l'incremento dell'Istruzione Tecnica. L'edificio, progettato dall'architetto Giovanni Magnaghi e l'ingegner Stefano Balzarro, fu donato dalla Fondazione Emilio de Magistris al Comune di Milano e inaugurato da Mussolini il 26 ottobre 1932 durante le celebrazioni del primo decennale della Marcia su Roma.

## Storia e architettura originale
L'edificio fu donato al Comune di Milano dalla Fondazione creata da Emilio de Magistris, proveniente da una famiglia di facoltosi imprenditori e fondatore di una ditta di canapa e corda con sede a Bagnolo Cremasco che realizzava e commercializzava un innovativo prodotto dal nome Tessilsacco De Magistris. De Magistris fu anche fascista della prima ora e sansepolcrista che aveva preso parte alla Marcia su Roma, ragione per la quale volle intitolare ad Arnaldo Mussolini la nuova scuola il cui edificio sarebbe servito anche come sede del Gruppo rionale generale Cantore del P.N.F.